# Gasoducto de África occidental
El Gasoducto de África Occidental ( WAGP ) es un gasoducto de gas natural para el suministro de gas desde Escravos, región de Nigeria en el delta del Níger a Benín, Togo y Ghana. Es el primer sistema regional de transmisión de gas natural en el África subsahariana.

## Historia
El proyecto comenzó en 1982, cuando la Comunidad Económica de Estados de África Occidental (CEDEAO) propuso el desarrollo de un gasoducto de gas natural en toda África Occidental. En 1991, un informe de viabilidad realizado por el Banco Mundial sobre el suministro de gas nigeriano en los mercados de África occidental consideró que un proyecto era comercialmente viable.
En septiembre de 1995, los gobiernos de cuatro países africanos firmaron un acuerdo de Jefes de Estado. El estudio de factibilidad se llevó a cabo en 1999. El 11 de agosto de 1999, los países participantes firmaron un Memorando de Entendimiento en Cotonú, Benín y en febrero de 2000 se firmó un acuerdo intergubernamental. El acuerdo de implementación del WAGP se firmó en 2003 y el 3 de diciembre de 2004 se iniciaron las ceremonias de inauguración del proyecto en Sekondi-Takoradi, en Ghana. La construcción comenzó en 2005.
El gasoducto lejos de la costa se completó en diciembre de 2006 y estaba programado para comenzar a operar el 23 de diciembre de 2007 pero se retrasó después de que se detectaron fugas en las tuberías de suministro en Nigeria. La segunda fecha límite de entrega estaba programada para el 13 de febrero de 2008, pero las entregas regulares se retrasaron nuevamente cuando uno de los contratistas de Willbros fue asesinado a tiros en Nigeria por ladrones armados.
Las entregas de gas se esperaban para finales de 2009 después de la puesta en servicio de las estaciones de regulación y medición en Takoradi y  Tema, Ghana, Lagos Beach, Nigeria, Cotonú, Benín y Lomé, Togo en mayo de 2008. Sin embargo, las entregas se pospusieron nuevamente debido a una cantidad irregular de humedad que se encontró dentro del gasoducto en tierra.

## Ruta
El gasoducto consta de tres secciones con una longitud total de 678 kilómetros (421 mi). El tramo costero de 569 kilómetros (354 mi) de largo comienza en la terminal de Itoki en el sureste de Nigeria y corre a través de las aguas de Benín, Togo y Ghana paralelas a la costa, aproximadamente 15 kilómetros (9,3 mi) a 20 kilómetros (12 millas) costa afuera en aguas profundas de entre 30 metros (98 pies) y 75 metros (246 pies). La sección nigeriana en tierra del gasoducto conecta la estación de compresores de la sección mar adentro en la playa de Lagos con el Sistema de tuberías Escravos – Lagos, propiedad de Chevron, operativa desde 1989. Es posible que más tarde el WAGP se extienda a Costa de Marfil y a largo plazo incluso para Senegal.

## Descripción técnica
El diámetro de la sección en tierra es de 30 pulgadas (760 mm). El diámetro del gasoducto costa afuera es de 20 pulgadas (510 mm) y la capacidad es de cinco mil millones de metros cúbicos (bcm) de gas natural al año. La tubería fue construida por Willbros, con Bredero Shaw Ltd que aplicó un revestimiento de hormigón a la tubería en sus instalaciones en Tema, Ghana. Los servicios de precomisionamiento fueron proporcionados por BJ Process y Pipeline Services. El costo total del oleoducto es de aproximadamente US $ 974 millones, por lo que el Banco Mundial otorgó una garantía de $ 50 millones para Ghana, mientras que la Agencia Multilateral de Garantía de Inversiones proporcionó una garantía de riesgo político de $ 75 millones para WAGPo en su conjunto.

## Empresa de proyectos
El gasoducto es propiedad de «West African Gas Pipeline Company Limited» (WAGPCo), un consorcio de  Chevron (36.7%), Nigerian National Petroleum Corporation (25%), Royal Dutch Shell (18%), Volta River Authority of Ghana (16.3%) , Société Togolaise de Gaz (SoToGaz - 2%) y Société Beninoise de Gaz SA (SoBeGaz - 2%). El director general de la empresa es Walter Pérez. Está dirigido por Chevron Corporation.

## Consumidores
Ghana, siempre que el gas fuera destinado a la central eléctrica de Takoradi Power Station  en Aboadze, cerca de Takoradi, operada por la Autoridad del Río Volta y la Compañía Internacional de Takoradi (TICO). Sin embargo, a partir de 2024, la mayor parte del gas se consumía en Lagos.

## Controversia
El grupo ecologista Amigos de la Tierra criticó el proyecto, después de que las comunidades locales en Nigeria se quejaran de que dañaría la tierra, destruiría los medios de subsistencia y contaminaría las áreas de pesca.

## Daños por piratas
El 27 de agosto de 2012, el gasoducto de África Occidental se dañó cuando los piratas intentaron abordar un petrolero en un intento de alejarse de la persecución de la Armada de Togo, dañaron gravemente el oleoducto con su ancla. Durante casi un año, el suministro de gas a Ghana, Togo y Benín cesó, lo que causó importantes problemas de suministro de energía a los países afectados.